# Copiapoa dealbata
Copiapoa dealbata är en art inom randkaktussläktet och familjen kaktusväxter, som har sin naturliga utbredning i Chile.

## Beskrivning
Copiapoa dealbata är en tuvbildande kaktus som blir upp till 16 centimeter i diameter, även om själva tuvan kan bli upp till 3 meter i diameter. Den är uppdelad i 15 till 33 åsar. Längs åsarna sitter 0 till 8 styva taggar som blir mellan 1 och 6 centimeter långa. De är ljusbruna till svarta i färgen. Blommorna är gula och blir 2,5 till 4,5 centimeter i diameter. Frukten blir 0,7 till 1,5 centimeter i diameter.

## Synonymer
Echinocactus malletianus Lemaire ex Salm-Dyck 1845, nom. inval.
Copiapoa malletiana (Lemaire ex Salm-Dyck) Backeb. 1935
Copiapoa carrizalensis F.Ritter 1959
Copiapoa cinerea ssp. dealbata (F.Ritter) Slaba 1997